# Christo Stojanow (1842–1895)
Christo Todorow Stojanow (bułg. Христо Тодоров Стоянов; ur. 1842 w Sofii, zm. 1 lipca 1895 tamże) – bułgarski polityk i prawnik, minister sprawiedliwości (1880, 1883), minister spraw wewnętrznych (1886), deputowany do Zgromadzenia Narodowego I (1879) i II (1880) kadencji.

## Życiorys
Syn Todorina i Ekateriny z d. Buchuranowej. Uczył się początkowo w Sofii, a następnie w latach 1860-1863 w gimnazjum w Odessie. Po powrocie do kraju pracował jako nauczyciel w Sofii. W 1868 ukończył studia prawnicze na Uniwersytecie Moskiewskim. W latach 1869–1870 pełnił funkcję dyrektora szkoły w Płowdiwie, a następnie działał w organizacjach rewolucyjnych. W 1876 ponownie przebywał w Rosji, gdzie odbywał szkolenie wojskowe.
Po powrocie do kraju pracował w kancelarii sztabu księcia Władimira Czerkasskiego, pełniącego funkcję wojskowego gubernatora Sofii. Od 1880 kierował Najwyższym Sądem Kasacyjnym, a w 1880 stanął na czele resortu sprawiedliwości w rządzie Dragana Cankowa. W 1883 jako znany w Sofii rusofil objął stanowisko ministra w rządzie kierowanym przez Leonida Sobolewa. Po raz ostatni funkcję ministra pełnił w 1886 w rządzie tymczasowym, kierowanym przez metropolitę Klimenta. W latach 1879–1880 deputowany do parlamentu.
Od 1887 ponownie kierował Najwyższym Sądem Kasacyjnym i prowadził wykłady dla studentów prawa Uniwersytetu Sofijskiego.